# Jeanne Sagan
Jeanne Sagan (Springfield, Massachusetts, 1979. január 11. –), jelenleg az All That Remains basszusgitárosa. Ez a negyedik együttese, amelyikben basszusgitározik, a többi: Light Is The Language, The Acacia Strain és a Ligeia.

## Élete
Eredetileg a Prosthetic Recordsnak dolgozott mint eladó, így ismerkedett meg a hangszerekkel. Már több kisebb együttesben is játszott, többek között a The Acacia Strainban is, bár lemezen nem működött közre. Ekkor kereste meg az All That Remains, hogy játsszon Matt Deis, a régi basszusgitárosuk helyett, aki kilépett.

## Felszerelése
Jeanne az Ibanez híve. Egy Ibanez Soundgearje van, amin EMG 35DC aktív hangszedők vannak. Újabban Ibanez ARTB100-zal lehet látni, a "Hold on" és a "For We Are Many" klipjében is azon játszik. Rendelkezik még egy Ibanez SR300-zal is. Erősítők közül az Ampeg, azon belül is az SVT a kedvence.

## Diszkográfia
All That Remains:
- 2006: The Fall of Ideals
- 2008: Overcome
- 2010: For We Are Many